# Chaenorhinum reyesii
Chaenorhinum reyesii är en grobladsväxtart som först beskrevs av Carlos Vicioso Martinez och Carlos Pau, och fick sitt nu gällande namn av C. Benedí González. Chaenorhinum reyesii ingår i släktet småsporrar, och familjen grobladsväxter. Inga underarter finns listade i Catalogue of Life.